# Котенко, Евгений Александрович
Евгений Александрович Котенко (6 марта 1930, Ейск, Краснодарский край, РСФСР — 3 июня 2012, Москва, Российская Федерация) — советский и российский учёный, первый вице-президент Академии горных наук России, лауреат Государственной премии СССР, заслуженный изобретатель РСФСР.

## Биография
В 1953 году окончил Московский горный институт (сегодня – Горный институт НИТУ «МИСиС») по специальности горный инженер-электромеханик. 
С 1953 году работал в ВНИПИпромтехнологии, последняя должность - начальник научно-исследовательского отдела горно-технологических проблем подземной отработки месторождений.
В 1967 году защитил кандидатскую диссертацию, а в 1983 г. — докторскую. Являлся членом Ученого совета института ВНИПИпромтехнологии. Им опубликованы в соавторстве более 250 научных работ. Созданы в соавторстве 37 изобретений.
Член диссертационных советов института ВНИПИпромтехнологии и РГГРУ, член горно-технологической секции НТС Минатома, председатель ГАК в МГГУ и РГГРУ, член Ядерного общества России, член Научного совета РАН по проблемам использования подземного пространства и подземного строительства, член Союза писателей России, член редколлегии журналов «Горный журнал», «Горный вестник», «Горно-металлургическая промышленность», член РАЕН, Российской академии космонавтики им. К. Э. Циолковского, Международной академии экологической безопасности (МАНЭБ), Академии изобретательства им. Попова, Инженерной академии Югославии и др.
Свою научно производственную деятельность посвятил разработке технологий поточного производства открытой разработки урановых месторождений, автоматизированной селективной добычи урана роторными экскаваторами. Также занимался проблемами ресурсосберегающих экологически щадящих технологий открытой разработки пластовых пологозалегающих месторождений, созданием и внедрением новых технологий подземного (скважинного и внутримассивного — блочного) и кучного выщелачивания урановых и полиэлементных руд. Участвовал в разработке подземных радиационно безопасных ядерных энергокомплексов (ПАЭС, ПАТЭС) с кондиционированием РАО, хранилищами и могильниками.

## Награды и звания
Заслуженный изобретатель РСФСР, Изобретатель СССР, лауреат Государственной премии СССР, медали: «За выдающийся вклад в развитие Кубани», «За доблестный труд. В ознаменование 100-летия со дня рождения В. И. Ленина», «За доблестный труд в Великой Отечественной войне 1941—1945 года», бронзовая и серебряная медали ВДНХ. Почётный гражданин города Ейска (1998).